# Amoklauf von San Ysidro

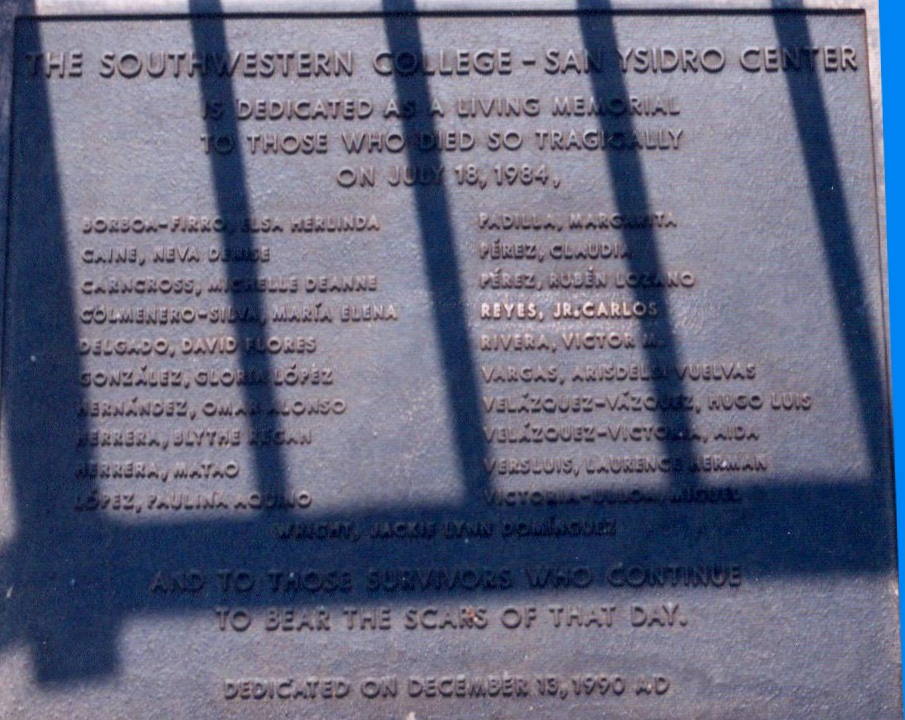
Ein Gedenken an die Todesopfer vom 18. Juli 1984

Der Amoklauf von San Ysidro, auch als McDonald’s-Massaker bekannt, ereignete sich am 18. Juli 1984 in San Ysidro, einem Stadtteil von San Diego in Kalifornien, USA. Der 41-jährige James Huberty erschoss in einer McDonald’s-Filiale 21 Menschen und verletzte 19 weitere, ehe er von der Polizei erschossen wurde. Die Tat zählt zu den opferreichsten Amokläufen in der Geschichte der Vereinigten Staaten.

## Täter
James Oliver Huberty wurde am 11. Oktober 1942 in Canton, Ohio geboren. Er litt unter Kinderlähmung und behielt bis zu seinem Tode einen Gehfehler. Seine Kindheit verbrachte er mit seinen Eltern auf einer Farm in Pennsylvania. Nach dem College ging er ans Pittsburgh Institute of the Mortuary Science, wo er Etna kennenlernte, die er 1965 heiratete. Nach der Geburt der beiden Töchter Zelia und Cassandra zogen sie zusammen nach Massillon in Ohio, wo Huberty als Leichenbestatter arbeitete. 1971 brannte ihr Haus jedoch nieder und Huberty zog mit seiner Familie zurück in seine Geburtsstadt Canton, wo er eine Arbeit als Schweißer fand. Aufgrund eines Motorradunfalls behielt er ein unkontrollierbares Zucken in der rechten Hand, worauf er seine Arbeit verlor. Anfang 1984 zog Huberty mit seiner Familie nach San Ysidro und fand eine Anstellung als Wachmann, die er jedoch Anfang Juli desselben Jahres wieder verlor. Einen Tag vor dem Massaker rief Huberty bei einer Klinik für geistige Gesundheit an und bat um Hilfe; da in ihm jedoch kein Notfall gesehen worden war, wurde er abgewiesen.

## Amoklauf
Am Mittwoch, den 18. Juli 1984 besuchte er zusammen mit seiner Frau und seinen Kindern den San Diego Zoo und aß mit ihnen noch bei McDonald’s zu Mittag, ehe sie heimfuhren. Kurz darauf soll er, nachdem seine Frau ihn gefragt hatte, wo er denn hingehe, mit den Worten „Menschen jagen“ das Haus verlassen haben. Auf dem San Ysidro Boulevard fiel der bewaffnete Huberty einem Anwohner auf, der die Polizei benachrichtigte. Da der Beamte, der den Anruf entgegennahm, jedoch eine falsche Adresse notiert hatte, suchten die alarmierten Streifenbeamten vergeblich nach ihm.
Gegen 15:40 Uhr betrat Huberty mit einer Uzi, einer Vorderschaftrepetierflinte und einer Pistole des Typs FN Browning HP die gerade mal einen halben Block von seinem Haus entfernt gelegene McDonald’s-Filiale und eröffnete wahllos das Feuer auf die rund 50 dort anwesenden Personen. Innerhalb von 77 Minuten feuerte er 257 Schüsse ab, wobei 21 Menschen getötet und 19 weitere verletzt wurden. Unter den Getöteten befanden sich die Geschäftsführerin, drei Angestellte, ein acht Monate alter Säugling, ein neunjähriges Mädchen, drei elfjährige Jungen und zwölf Erwachsene zwischen 18 und 74 Jahren.
Huberty wurde gegen 17 Uhr von einem SWAT-Scharfschützen, der auf dem Dach eines gegenüberliegenden Donut-Ladens in Stellung gegangen war, erschossen.

## Nach dem Amoklauf
Die McDonald’s-Filiale, in der das Massaker stattgefunden hatte, wurde abgerissen und dafür eine neue Filiale in derselben Straße errichtet. An der Stelle der Tat wurde das Education Center, als Teil des Southwestern Community College, eröffnet. Davor befindet sich ein Denkmal für die Opfer, bestehend aus 21 sechseckigen Marmorsäulen unterschiedlicher Größe.
1985 wurde der Amoklauf von Regisseur Mark Gilhuis in Bloody Wednesday verfilmt.
Die Death-Metal-Band Macabre schrieb mit „McMassacre“ ein Lied über das Ereignis.
Die japanische Traditional-Doom-Metal-Band Church of Misery schrieb mit „Shotgun Boogie (James Oliver Huberty)“ ebenfalls ein Lied über die Tat.